# Kanton Villefranche-d'Albigeois
Kanton Villefranche-d'Albigeois (francouzsky Canton de Villefranche-d'Albigeois) je francouzský kanton v departementu Tarn v regionu Midi-Pyrénées. Tvoří ho devět obcí.

## Obce kantonu
- Ambialet
- Bellegarde
- Cambon
- Cunac
- Le Fraysse
- Marsal
- Mouzieys-Teulet
- Saint-Juéry
- Villefranche-d'Albigeois